# Boulonnais (provins)
Boulonnais eller Boulogne är ett för detta grevskap i norra Frankrike vid Engelska kanalen.
Den äldsta greveätten, vilken Gottfrid av Bouillon tillhörde dog ut 1125, varefter Boulonnais genom arv kom att tillhöra husen Blois, Dammartin och från 1247 Auvergne. 1419 intog det av Filip den gode av Burgund och tillföll genom freden i Arras 1435 Burgund. 1477 tillföll Boulonnais Frankrike.